# Entocolax schwanitschi
Entocolax schwanitschi is een slakkensoort uit de familie van de Eulimidae. De wetenschappelijke naam van de soort is voor het eerst geldig gepubliceerd in 1938 door Heding in Heding & Mandahl-Barth.